# Pseudonaja ingrami
Pseudonaja ingrami är en ormart som beskrevs av Boulenger 1908. Pseudonaja ingrami ingår i släktet Pseudonaja och familjen giftsnokar och underfamiljen havsormar. Inga underarter finns listade i Catalogue of Life.
Denna orm förekommer i Australien i västra Queensland och östra Northern Territory. En liten avskild population lever i nordöstra Western Australia. Habitatet utgörs av gräsmarker som tidvis översvämmas. Individerna gömmer sig ofta i jordhålor. Honor lägger ägg.
För beståndet är inga hot kända. Kanske dör några exemplar när de äter den giftiga och introducerade agapaddan. IUCN listar arten som livskraftig (LC).